# Shō (mesure)
 (avril 2016).
Si vous disposez d'ouvrages ou d'articles de référence ou si vous connaissez des sites web de qualité traitant du thème abordé ici, merci de compléter l'article en donnant les références utiles à sa vérifiabilité et en les liant à la section « Notes et références ».
Le shō (升) est une unité de mesure japonaise traditionnelle, qui s'applique aux volumes. 
Elle est équivalent à 1/100e de koku.
Traditionnellement, de par sa liaison au koku, il s'agit d'une mesure indirecte liée à un fief et à ses ressources, sa production.